# Schizocoelie
Schizocoelie ist ein Begriff aus der Embryologie. Bei den Protostomia bezeichnet der Begriff die Entstehung des dritten Keimblattes (Mesoderm), welches das Coelom bildet. Dabei wandern einzelne Zellen in den Zwischenraum zwischen Ekto- und Entoderm, was zur Bildung der sekundären Leibeshöhle führt. Das Mesoderm geht dabei aus unabhängigen Zelllinien (Mesodermvorläuferzellen) hervor, die häufig aus einer einzigen Zelle, der sogenannte 4d-Zelle, entstehen.
Die Bezeichnung kommt von den griechischen Wörtern schizein (spalten, trennen) und koilos (hohl).
Dagegen entstehen Mesoderm und Coelom bei den Deuterostomia durch Enterocoelie.